# Ranoidea wilcoxi
Ranoidea wilcoxi is een kikker uit de familie Pelodryadidae. De soort werd lange tijd tot de familie boomkikkers (Hylidae) en het geslacht Litoria gerekend. In de literatuur wordt daarom vaak de verouderde situatie vermeld. De soort werd voor het eerst wetenschappelijk beschreven door Albert Carl Lewis Gotthilf Günther in 1864. Later werd de wetenschappelijke naam Hyla (Litoria) wilcoxi gebruikt.

## Uiterlijke kenmerken
Net zoals sommige andere soorten uit het geslacht Ranoidea is de soort een boomkikker, die echter voornamelijk op de grond te vinden is. Ook is de kleur overwegend bruin, maar net zoals alle boomkikkers hebben de tenen wel hechtschijfjes hoewel deze klein zijn. De kleur is bladbruin, van de neus tot de achterzijde van de achterpoot loopt een duidelijk zichtbare, vaak zwarte huidplooi. De grote ogen en tympana zijn donker en steken af. De achterpoten zijn vrij klein en aan de onderzijde van de poten en op de buik zijn vaak zwarte, ronde tot onregelmatige vlekjes zichtbaar. De mannetjes blijven kleiner dan de vrouwtjes, respectievelijk ongeveer 5 tot 7 centimeter.
Gedurende het broedseizoen verandert de kleur van de mannetjes zo drastisch dat de verschillende seksen wel twee aparte soorten lijken. De foto rechtsboven is van zo'n mannetje, de kleur slaat om naar rood- tot donkerbruin op de rug, de poten en onderzijde van het lichaam worden licht- tot kanariegeel, sommige exemplaren worden helemaal geel, en de tenen krijgen een witte kleur.
Ranoidea wilcoxi lijkt veel op de soort Ranoidea lesueurii en is nauwelijks te onderscheiden van Ranoidea jungguy, die beide tevens een gelijkende levenswijze hebben. De binnenzijde van de achterpoten is bij L. lesueurii meer blauw van kleur met zwarte vlekjes. L. jungguy heeft een niet-overlappend verspreidingsgebied meer in het zuidoosten van Australië.

## Algemeen
Ranoidea wilcoxi is endemisch in Australië, maar enkel in een uiterst oostelijke en smalle kuststrook, en niet in het noorden en zuiden. De habitat bestaat uit bossen, zowel regenwouden als bossen in met een rotsige ondergrond. In tegenstelling tot veel andere soorten worden de eitjes afgezet in traag stromende wateren, met een rotsige ondergrond. De eitjes worden ook niet aan waterplanten bevestigd, maar aan ondergedoken stenen of andere onderwaterobjecten bevestigd. De mannetjes hebben geen kwaakblaas en produceren tjirpachtige, maar niet ver-dragende geluidjes.
Ranoidea wilcoxi is een kikker uit een groep van boombewonende soorten die echter voornamelijk op de bodem leeft en met de hechtschijfjes wel kan klimmen maar zich beperkt tot lage plantenstengels waar de kikker verticaal tegenaan kleeft. Op het menu staat alles wat beweegt en in de bek past, meestal kleine ongewervelden.